# Johnny Mitchell
Johnny Mitchell Jr. (Chicago, 20 gennaio 1971) è un ex giocatore di football americano statunitense che ha giocato nel ruolo di tight end nella National Football League (NFL).

## Carriera
Dopo avere giocato a football al college a Nebraska, Mitchell fu scelto come 15º assoluto nel Draft NFL 1992 dai New York Jets. Nella sua stagione da rookie fece registrare 16 ricezioni per 201 yard e un touchdown. L'anno seguente mise a segno un primato personale di 6 marcature. Nel 1996 passò ai Dallas Cowboys, giocandovi una sola stagione. Tentò di tornare nella NFL nel 2001 coi New Orleans Saints ma non scese mai in campo.

## Palmarès
- PFWA All-Rookie Team - 1992

## Statistiche
| Ricezioni     | 159   |
| Yard ricevute | 2.103 |
| Touchdown     | 16    |